# Взятие Энкарнасьона
Взятие Энкарнасьона — попытка анархистов занять Энкарнасьон в Парагвае в феврале 1931 года в рамках более масштабного плана по инициированию либертарно-коммунистической (анархистской) революции в стране.

## История
В предыдущее десятилетие в Парагвае нарастало анархо-синдикалистское движение, проведя в 1923—1924 годах 8-месячную стачку работников электрической и трамвайной компании в Асунсьоне. Рабочее движение добилось 8-часового рабочего дня, прав на организацию профсоюзов и заключение коллективных договоров. Однако поскольку их Парагвайский региональный рабочий центр противодействовал милитаризации страны в растущей перспективе Чакской войны с Боливией, к 1930 году анархисты были разгромлены властями, многие активисты брошены за решётку, а их издания закрыты. 
Тем не менее, на фоне всемирного экономического кризиса прокламация 1929 года «Новая национальная идеология» (Nuevo Ideario Nacional) и распространявший её анархо-синдикалистский еженедельник La Palabra (1930—1931) получили широкий отклик среди радикального профсоюзного актива и студенчества.
В рамках изложенного там более масштабного плана по инициированию социальной революции в Парагвае группа рабочих и студентов попыталась 20 февраля 1931 года провозгласить в Энкарнасьоне либертарную коммуну, управляемую народными ассамблеями. Они вошли в Парагвай, переправившись через реку Парана из Посадаса в Аргентине. Под предводительством Обдулио Барте, Феликса Канталисио Аракую и Факундо Дуарте 150 анархистов и коммунистов оккупировали Энкарнасьон на 16 часов. Полученная там шальная пуля тяжело ранила Аракую.
Другие компоненты запланированной народной революции в Асунсьоне и Вильяррике были сорваны, поскольку их рабочие лидеры были депортированы за несколько дней до акции.
После оккупации повстанцы захватили два парохода, на которых они отправились в изгнание в Бразилию, останавливаясь для нападений на офисы компаний, занимающиеся производством мате — в двух портах они сожгли записи, связанные с заключением кабальных для их работников (mensú) договоров. 17 человек, оставшихся в Энкарнасьоне, были арестованы.

## Наследие
Хотя сама операция была омрачена некомпетентностью, она отражала как широкое недовольство среди рабочих и студентов, так и влияние анархо-синдикализма и его главного органа — газеты La Palabra. После восстания 1931 года влияние анархизма ослабло и было вытеснено другими социалистическими течениями. Многие анархо-синдикалисты в этот период вступали в Парагвайскую коммунистическую партию, основанную в 1928 году будущим участником штурма Энкарнасьона Обдулио Барте. Ещё один участник, Оскар Крейдт, под влиянием бразильских и аргентинских коммунистов также уже пришёл к этим позициям. Наконец, известный анархист Грегорио Альтамирано стал в конце 1931 года секретарём объединенного профцентра, а в 1932 году вступил в компартию. Писатель Габриэль Казачча упомянул о событиях в Энкарнасьоне в своей книге «Los Hederos».